# Не очікуйте забагато від кінця світу
«Не очікуйте забагато від кінця світу» (рум. Nu aștepta prea mult de la sfârșitul lumii) — чорна комедія 2023 року режисера Раду Жуде із Ілінкою Манолаче з виступами Ніни Хосс та Уве Болла. Фільм – копродукція Румунії, Хорватії, Франції та Люксембургу.
Прем'єра фільму відбулася в основному конкурсі Локарнського кінофестивалю 2023 року, де він отримав схвалення критиків і Спеціальний приз журі. Згодом фільм було показано на Міжнародному кінофестивалі в Торонто 2023 року та на Нью-Йоркському кінофестивалі 2023 року. 8 вересня 2023 року він був обраний як заявка Румунії в категорії «Найкращий міжнародний повнометражний фільм» для 96-ї церемонії вручення премії «Оскар».

## Сюжет
Анджела понаднормово гарує на низькооплачуваній роботі. Розважитися й відволіктися від стресу їй допомагає TikTok, де вона викладає їдкі глузливі відеоролики, приховавши своє обличчя маскою. Дівчина працює асистенткою продюсера і цілий день їздить містом задля безглуздого проєкту — сюжету про безпеку на робочому місці на замовлення транснаціональної компанії. Але раптово під час фільмування вибухає скандал.

## В ролях
| Актор            | Роль           |
| ---------------- | -------------- |
| Ілінка Манолаче  | Анжела         |
| Ніна Госс        | Доріс Гете     |
| Овідіу Пірсан    | себе           |
| Катя Паскаріу    | дружина Овідіу |
| Софія Ніколаеску | Ільінца        |
| Ласло Міске      | Гюрі           |
| Доріна Лазар     | Анджела Коман  |
| Алекс М. Даскалу | Ден Трофейла   |
| Уве Болл         | себе           |